# Albatros C.III
Albatros C.III là một loại máy bay đa dụng hai tầng cánh của Đức trong Chiến tranh thế giới I, do hãng Albatros Flugzeugwerke chế tạo.

## Quốc gia sử dụng
Bulgaria
- Không quân Bulgary

 Phần Lan
- Không quân Phần Lan

 German Empire
- Luftstreitkrafte

 Latvia
- Không quân Latvia

 Lithuania
- Không quân Litva

 Ba Lan
- Không quân Ba Lan

 Thổ Nhĩ Kỳ
- Không quân Ottoman

## Tính năng kỹ chiến thuật (C.III)
Dữ liệu lấy từ 
Đặc điểm tổng quát
- Tổ lái: 2
- Chiều dài: 8,0 m (26 ft 3 in)
- Sải cánh: 11,69 m (38 ft 4 in)
- Chiều cao: 3,10 m (10 ft 2 in)
- Diện tích cánh: 36,91 m² (397 ft²)
- Trọng lượng rỗng: 851 kg (1.876 lb)
- Trọng lượng cất cánh tối đa: 1.353 kg (2.983 lb)
- Động cơ: 1 × Benz Bz.III, 112 kW (150 hp) hoặc  Mercedes D.III kiểu động cơ piston thẳng hàng, làm mát bằng chất lỏng, 120 kW (160 hp)

 Hiệu suất bay 
- Vận tốc cực đại: 140 km/h (76 kn, 87 mph)
- Trần bay: 3.350 m (11.000 ft)
- Thời gian bay: 4 h

Trang bị vũ khí

- Súng: 1 × súng máy Parabellum MG14 7,92 mm (.312 in) và 1 × súng máy MG 08 7,92 mm (.312 in)
- Bom: 200 lbs bom